# Arseniusz (Smoleniec)
Arseniusz, imię świeckie Aleksander Smoleniec (ur. 21 lipca 1873 w Warszawie, zm. 19 grudnia 1937 w Taganrogu) – rosyjski biskup prawosławny.

## Życiorys
Pochodził z polskiej rodziny inteligenckiej. W młodości przeszedł na prawosławie z katolicyzmu. Ukończył studia na wydziale prawniczym Cesarskiego Uniwersytetu Warszawskiego w 1896. Następnie pracował w sądach w Twerze, Ładodze i Warszawie. W 1900 wstąpił do Kazańskiej Akademii Duchownej i dwa lata później uzyskał dyplom kandydata nauk teologicznych. 23 marca 1902 złożył wieczyste śluby mnisze przed rektorem Akademii, biskupem czystopolskim Aleksym. W tym samym roku został wyświęcony na hierodiakona i hieromnicha. W 1902 został zatrudniony jako wykładowca seminarium duchownego w Kazaniu, jednak jeszcze w tym samym roku przeniesiono go do pracy w szkole duchownej w Klewaniu. Od 1903 do 1905 był inspektorem seminarium w Kazaniu.  
W 1905 otrzymał godność archimandryty. Następnie przez dwa lata był rektorem Aleksandrowskiego misyjnego seminarium duchownego w Ardonie. Od 1907 do 1910 był przełożonym monasteru Narodzenia Matki Bożej w Białyniczach. 22 października 1910 został wyświęcony na biskupa piatigorskiego, wikariusza eparchii władykaukaskiej. Chirotonia odbyła się w Ławrze św. Aleksandra Newskiego w Petersburgu; jako główny konsekrator wziął w niej udział metropolita kijowski i halicki Flawian.  W 1912 przeniesiony do eparchii twerskiej jako jej wikariusz z tytułem biskupa starickiego. Godność tę pełnił do 1917, gdy został wyznaczony na biskupa nadazowskiego i taganroskiego, wikariusza eparchii jekaterynosławskiej.
W 1919 wszedł w skład Tymczasowego wyższego zarządu cerkiewnego na południowym wschodzie Rosji obejmującego obszary zajmowane przez wojska Białych pod dowództwem gen. Denikina. Od 1919 do 1922 był biskupem rostowskim i taganroskim. Po zdobyciu Rostowa przez bolszewików został oskarżony o przeciwstawianie się konfiskacie majątku Rosyjskiego Kościoła Prawosławnego. Skazany na trzy lata więzienia, do 1925 przebywał w łagrze urządzonym w dawnym Monasterze Sołowieckim. Po uwolnieniu był krótko locum tenens eparchii saratowskiej, a następnie mińskiej. W 1927 otrzymał godność arcybiskupią. Od 1927 do 1930 kierował eparchią stalingradzką, zaś od 1930 do 1931 – eparchią krymską. W 1931 otrzymał godność arcybiskupa orłowskiego, jednak nigdy nie objął faktycznego zarządu eparchii. W 1933 odszedł w stan spoczynku.
Aresztowany w 1933 w Stalingradzie, do 1937 przebywał na zsyłce w różnych miejscowościach. Mimo tego, w 1935 wyznaczono go na biskupa semipałatyńskiego; nigdy nie objął katedry. Pozostając zesłańcem, zmarł 19 grudnia 1937.